# Samper del Salz
Samper del Salz es un municipio español de la provincia de Zaragoza, comunidad autónoma de Aragón. Tiene un área de 11,36 km² con una población de 107 habitantes (INE 2008) y una densidad de 9,42 hab/km².
Pertenece a la Comarca del Campo de Belchite. Su término municipal es limítrofe con Letux, Lagata, Moneva, y Azuara. Está situado junto al río Aguasvivas (afluente del río Ebro), a una altitud de 552 metros.
Las fiestas se celebran el día de La Santa Espina, el 10 de mayo.

## Demografía
Samper del Salz cuenta con una población de 82 habitantes (INE 2024).
| Gráfica de evolución demográfica de Samper del Salz entre 1842 y 2021                                                 |
| |
| Población de derecho según los censos de población del INE. Población de hecho según los censos de población del INE. |

## Administración y política
| Período   | Alcalde                | Partido |  |
| --------- | ---------------------- | ------- |  |
| 1979-1983 | Adolfo Gracia Baquero  | UCD     |  |
| 1983-1987 |                        |         |  |
| 1987-1991 |                        |         |  |
| 1991-1995 |                        |         |  |
| 1995-1999 |                        |         |  |
| 1999-2003 |                        |         |  |
| 2003-2007 |                        |         |  |
| 2007-2011 | Adolfo Fortún Clavería | PAR     |  |
| 2011-2015 | Adolfo Fortún Clavería | PAR     |  |
| 2015-2019 | Alberto Gómez Moliner  | PP      |  |

| Partido político    | Partido político                                   | 2003   | 2007   | 2011   | 2015   |
| Partido político    | Partido político                                   | Ediles | Ediles | Ediles | Ediles |
|                     | Partido Popular de Aragón (PP)                     | 1      | 1      | 1      | 4      |
|                     | Partido Aragonés (PAR)                             | 4      | 4      | 4      | 1      |
|                     | Chunta Aragonesista (CHA)                          | —      | —      | —      | —      |
|                     | Partido de los Socialistas de Aragón (PSOE-Aragón) | —      | —      | —      | —      |
|                     | Izquierda Unida (IU)                               | —      | —      | —      | —      |
|                     | Iniciativa Aragonesa (INAR)                        | —      | —      | —      | —      |
| Total de concejales | Total de concejales                                | 5      | 5      | 5      | 5      |

## Patrimonio

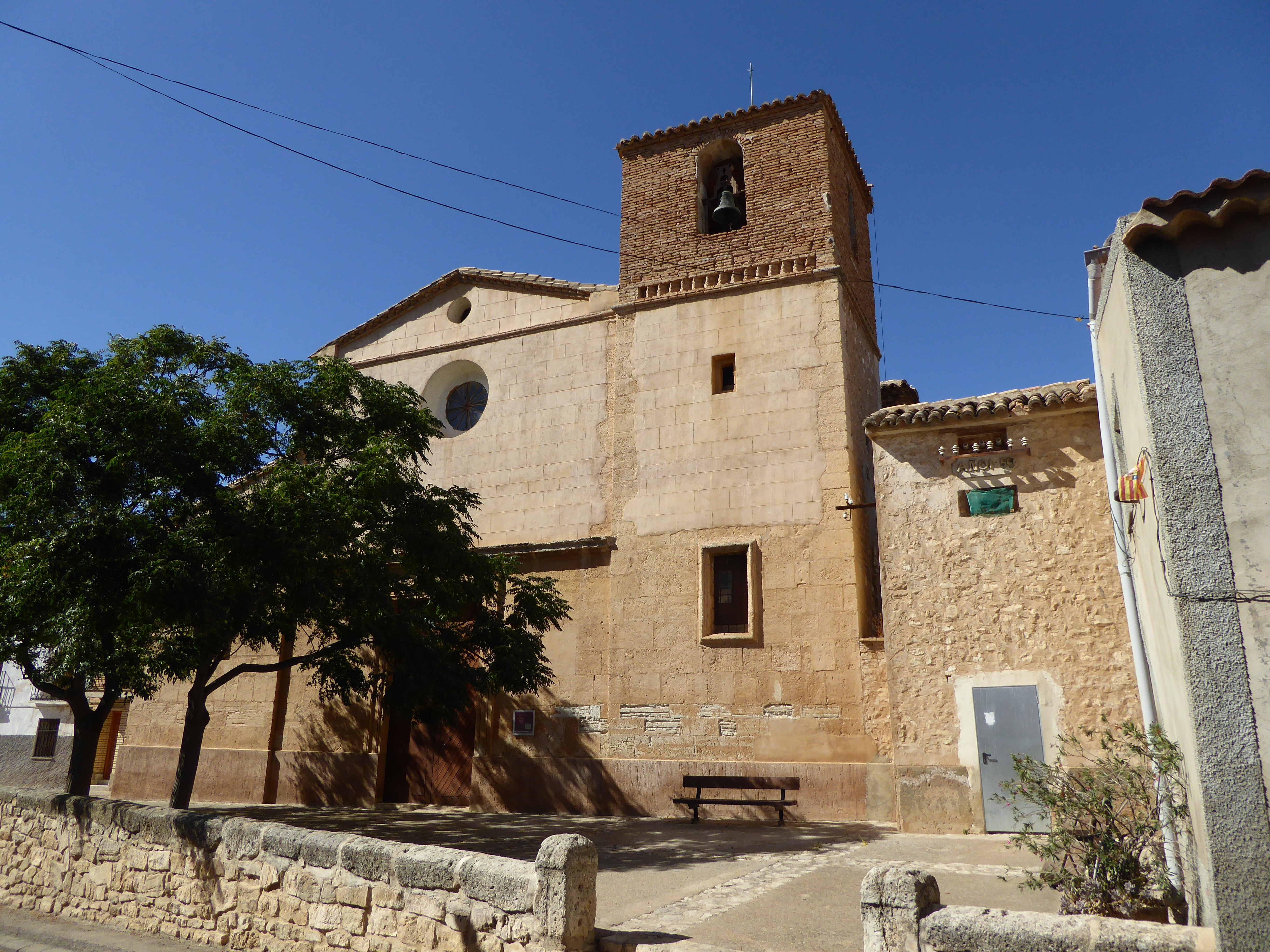
Iglesia de San Pedro

Son destacables el antiguo molino, del siglo XIII, el acueducto medieval y los azudes del Chorro y la Presa Vieja y los Moyuelos, del siglo XIII.  
En cuanto a arquitectura religiosa, encontramos la iglesia de San Pedro, del siglo XVII, de estilo neoclásico, con planta de cruz griega. Junto a ella se alza una torre barroca de ladrillo. Quedan también restos de otra iglesia que pudo ser la primitiva parroquial.